# Hastings Gilford
Pour les articles homonymes, voir Gilford, John Cope et Cope.
Hastings Gilford (né le 2 juillet 1861 à Melton Mowbray (Angleterre) - mort le 6 septembre 1941) est un chirurgien britannique surtout connu pour sa description du syndrome de Hutchinson–Gilford ou progéria.
Gilford était également un défenseur des traitements alternatifs du cancer qui écrivait sous le pseudonyme de John Cope.

## Biographie
Son père, William Gilford, est promoteur immobilier et sa mère a pour nom de famille Lott.
Il obtient son diplôme de médecine en 1887 au Guy's Hospital à Londres puis acquiert sa qualification en chirurgie (en anglais : FRCS pour Fellowship of the Royal College of Surgeons (en)) en 1889.
À la suite d'une première description par Jonathan Hutchinson en 1886, il précise, en 1897, le syndrome qui porte leur nom.
Gilford est aussi l'un des premiers à soutenir que la cause des cancers dépend de facteurs environnementaux interagissant avec des facteurs génétiques.

## Travaux
- Hastings Gilford, « Ateleiosis, a Disease characterised by Conspicuous Delay of Growth and Development », Medico-Chirurgical Transactions, 1902 (consulté le 17 mai 2013)
- Hastings Gilford, « JSTOR: An Error Occurred Setting Your User Cookie », British Medical Journal, 1902 (consulté le 17 mai 2013)
- Hastings Gilford, « The Disorders of Post-natal Growth and Development », British Medical Journal, 1911 (consulté le 17 mai 2013)
- Hastings Gilford, « The relations of biology to pathology », British Medical Journal, 1912 (consulté le 17 mai 2013)
- Hastings Gilford, « Alcoholism and problems of growth and development. - Gilford - 2008 - British Journal of Inebriety - », Wiley Online Library, 1912 (consulté le 17 mai 2013)
- Hastings Gilford, « Abnormal Growth and the Cancer Problem », British Medical Journal, 1936 (consulté le 17 mai 2013)